# Megàpode de Wallace
El megàpode de Wallace (Eulipoa wallacei) és una espècie d'ocell de la família dels megapòdids (Megapodiidae) i única espècie del gènere Eulipoa Ogilvie-Grant, 1893. De vegades ha estat ubicat a Megapodius.

## Hàbitat i distribució
Viu a la selva de muntanya de les illes d'Halmahera, Ternate, Bacan, Buru, Ambon, Seram i Haruku, de l'arxipèlag de les Moluques, i a l'illa Misool, a les Raja Ampat.